# Editorial del 26 de abril
El Editorial del 26 de abril fue un artículo de primera plana publicado en el Diario del Pueblo el 26 de abril de 1989, durante las protestas de la Plaza de Tiananmén. El editorial definió efectivamente el movimiento estudiantil como una revuelta desestabilizadora contra el partido a la que se debe oponer resueltamente en todos los niveles de la sociedad. Como el primer documento autorizado de la alta dirección sobre el creciente movimiento, se interpretó ampliamente como que había comunicado la posición del partido de «no tolerancia» a los manifestantes estudiantiles y sus simpatizantes.
El contenido del editorial se derivó de una reunión del Comité Permanente del Politburó (PSC) en la residencia de Deng Xiaoping en la mañana del 25 de abril. Durante la reunión, el PSC llegó al acuerdo general de que los estudiantes tenían como objetivo derrocar el gobierno comunista y estaban siendo fuertemente influenciados por movimientos anticomunistas similares en Europa del Este. Como tal, amenazaba la supervivencia de la alta dirección existente, el Partido Comunista y el propio sistema político. Subjefe de propaganda Zeng Jianhui escribió el borrador, mientras que Hu Qili y Li Peng sirvieron como editores. En la noche del 25 de abril, el editorial terminado se pudo escuchar en las estaciones de noticias de radio y televisión nacionales.

## Contenido
Titulado «Debemos tomar una posición clara contra los disturbios», el editorial comienza dirigiéndose a toda la población de China, reconociendo sus diversas expresiones de dolor. Refiriéndose específicamente a la necesidad de «convertir el dolor en fuerza», el editorial sugiere que la conmoción de la muerte de Hu Yaobang reafirma la importancia de defender las Cuatro Modernizaciones. Llevadas a cabo por «un número extremadamente pequeño de personas», las respuestas subversivas, que el editorial describe como denuncias en su mayoría verbales del PCCh, son un ejemplo de «fenómenos anormales» que deben tratarse rápidamente.
Centrándose en los estudiantes, el editorial hace referencia a su asamblea en la Plaza de Tiananmén el 22 de abril en un esfuerzo por participar en el monumento oficial de Hu. El Partido, reconociendo que el estado de luto crea estudiantes «emocionalmente agitados», demostró «tolerancia y moderación» hacia esta reunión, y se permitió que el memorial continuara sin dificultad. El problema fundamental, según el editorial, es que «un número extremadamente pequeño de personas con propósitos ocultos» se han aprovechado de estudiantes, maestros e incluso trabajadores, para promover un mensaje «reaccionario» contra la dirección del Partido. El editorial describe a este pequeño grupo de personas no como afligido, sino ejecutando una «conspiración planificada» para «sumir a todo el país en el caos y el sabotaje», con el fin de «negar el liderazgo del PCCh y el sistema socialista». Esta acusación declara acciones como la difusión de rumores, el uso de carteles y la formación de sindicatos, como completamente perjudiciales para el futuro de la nación. Para poner esto en perspectiva, el editorial sugiere que el comportamiento «reaccionario» podría revertir el progreso económico logrado por el programa de reforma y apertura de Deng Xiaoping. Según el editorial, esto pone en peligro las iniciativas existentes para controlar los precios, eliminar la corrupción y emprender reformas políticas.
Por lo tanto, el editorial llama a la población a ayudar a estabilizar el statu quo político negándose a participar en cualquier disturbio. Los sindicatos ilegales, los rumores y los «desfiles y manifestaciones ilegales» se presentan no solo como violaciones contra el estado, sino también contra el derecho de un estudiante a estudiar. El editorial termina aludiendo a un acuerdo general entre los estudiantes y el Partido para eliminar la corrupción y promover la democracia, enfatizando la necesidad de poner fin a los disturbios para que China avance.

## Crítica intelectual
A mediados de mayo de 1989, el autor Wang Ruowang publicó una refutación, argumentando vehementemente en contra del editorial. Wang llama a la acusación hacia «personas con motivos ocultos» convenientemente ambigua, ya que permite al Partido atacar a prácticamente cualquier persona para su persecución. También afirma que el editorial carece de evidencia cuando se refiere a incidentes como el grito de consignas «reaccionarias». Aun así, argumenta Wang, menciona deliberadamente estos incidentes para proporcionar un pretexto para que el Partido reprima a los manifestantes. Si bien ve el editorial como un intento de reafirmar la autoridad del Partido, argumenta que en realidad ha sido contraproducente en este punto. Wang sugiere que al amenazar a los estudiantes, el editorial en sí mismo provoca tensión, aumentando efectivamente los disturbios que esperaba frenar.

## Influencia en las protestas
A lo largo de las protestas de la Plaza de Tiananmén, el editorial siguió siendo un importante punto de discordia, ya que los miembros del Partido discutieron sobre su mensaje y los estudiantes pidieron su retractación. El secretario general Zhao Ziyang, reconociendo las consecuencias negativas del editorial, hizo repetidamente la sugerencia entre sus colegas de revisarlo. Primero, en una conversación privada con el primer ministro Li Peng, Zhao explicó que aunque él mismo apoyó el editorial, se había convertido en «un verdadero punto doloroso» con los estudiantes, creando una mentalidad de «nosotros contra ellos» que podría aliviarse con un simple ajuste del tono del editorial. Li, por otro lado, argumentó que el editorial no podía ser alterado, primero porque era completamente preciso, pero también porque era una manifestación de los puntos de vista de Deng Xiaoping, que no podían ser cuestionados. A medida que el movimiento avanzaba hacia una huelga de hambre, Zhao nuevamente presionó para revisar el editorial, con la creencia de que resolver el tema delicado aliviaría efectivamente la tensión. Después de su renuncia, Zhao hizo un último gesto instando a Deng a «cambiar la visión oficial del movimiento estudiantil» desde la perspectiva del editorial, pero en este punto, había sido desacreditado dentro del Partido y su propuesta fue rechazada.
Alrededor de este mismo tiempo, a mediados de mayo, un intento de poner fin a la huelga de hambre con diálogo mostró aún más la resonancia del editorial. En declaraciones a Li Peng, el líder estudiantil Wu'erkaixi identificó la descripción del movimiento como «agitación» como un problema importante relacionado con los huelguistas de hambre. Presentó como solución la publicación de un nuevo editorial apologético del Diario del Pueblo, «repudiando el publicado el 26 de abril». En respuesta, Li negó haber etiquetado el movimiento como agitación, y no se publicó ningún editorial apologético.